# Lestanville
Lestanville település Franciaországban, Seine-Maritime megyében. Lakosainak száma 93 fő (2022. január 1.). Lestanville Auzouville-sur-Saâne, Saint-Ouen-le-Mauger és Saint-Pierre-Bénouville községekkel határos.

## Népesség
A település népességének változása:
| Lakosok száma | 94   | 94   | 95   | 95   | 96   | 95   | 94   | 93   |
|               | 2013 | 2015 | 2017 | 2018 | 2019 | 2020 | 2021 | 2022 |